# 割れ顎

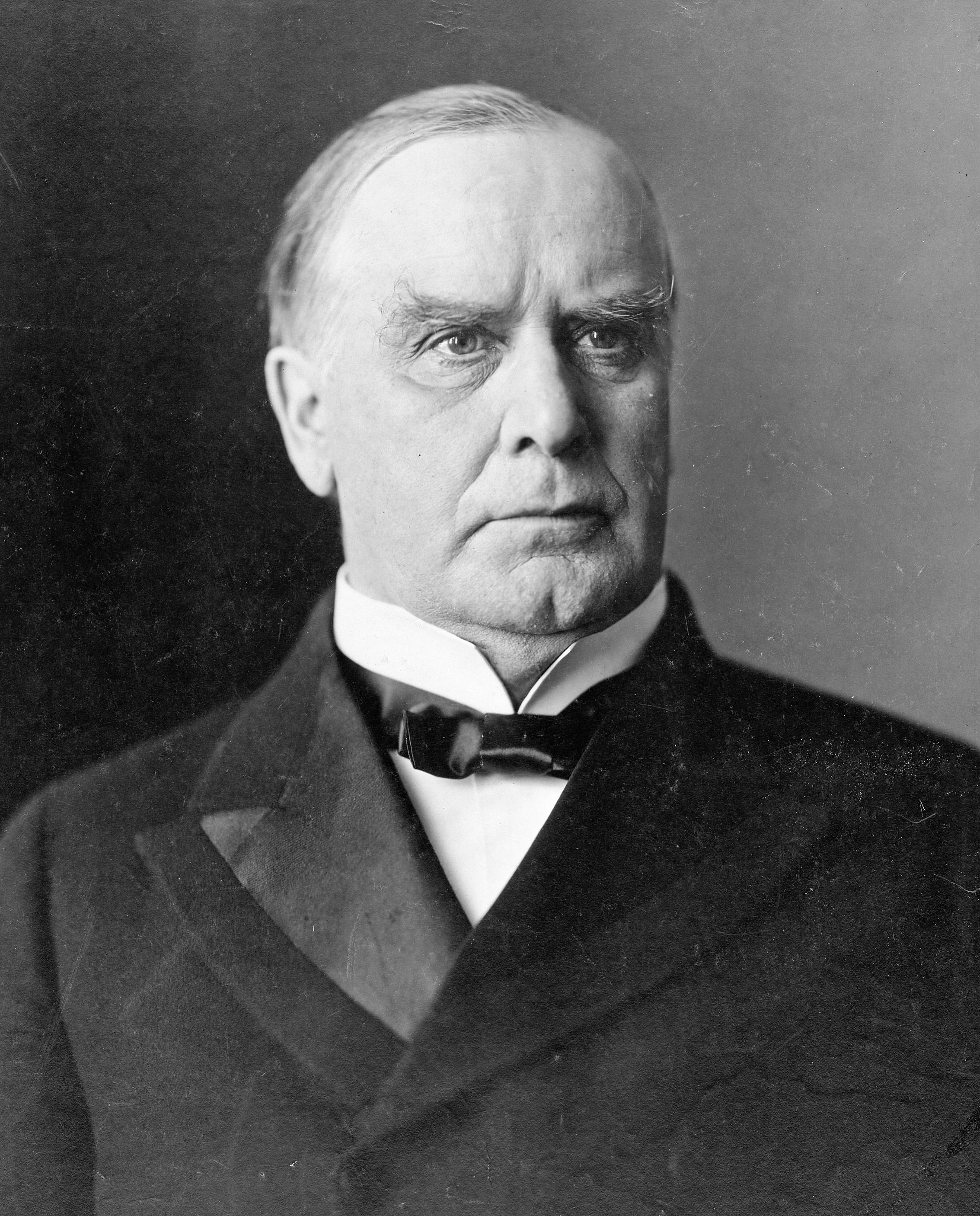
割れ顎(ウィリアム・マッキンリー)

割れ顎（われあご）とは、顎が縦に二つに割れているように見える状態から派生した造語。女性よりも男性に現れる傾向がある。

## 概要
顎の割れた部分が、臀部（おしり）のように見えることから、「ケツ顎(ケツアゴ)」「尻顎」と呼ばれることもある。
顎の周りの皮膚がたるんで二重になる二重顎とは別である。
割れ顎は骨格の特殊性により生じるY字型の裂溝で、胎児期における下顎の左右の不完全な結合が原因である。見た目の多様性をもたらしはするが、下顎の結合が不完全であるからといって、そのことが問題を引き起こすということはほとんどない。
遺伝性の特質で、顕性遺伝子は割れ顎を生じさせ、劣性遺伝子は割れ目のない顎を生じさせる。しかし、割れ顎は周囲の遺伝因子や変更遺伝子によって実際の遺伝子型の表現型の発現に影響を与える変異性浸透率の典型的な例でもある。
割れ顎は人類の化石からも発見されており、フランスのピレネー＝アトランティック県の洞窟で発見された数万年前の人類の化石に顕著な窪みを見ることができる。
オトガイ筋の発達で後天的に“割れ顎化”する者もいる。

## 特徴
- 「割れ顎」は顔の特徴を表す言葉として用いられる。
- 美容整形でプロテーゼを入れて直すことができる。また、人工的に作ることも可能。